# Papilio pelodurus
Papilio pelodurus is een vlinder uit de familie van de pages (Papilionidae). De wetenschappelijke naam van de soort is voor het eerst geldig gepubliceerd in 1896 door Arthur Gardiner Butler.